# ماريان غلاس (أنغلزي)
ماريان غلاس (بالإنجليزية: Marian-glas)‏ هي قرية تقع في المملكة المتحدة في ويلز.